# Francesc II de Lorena
Francesc II de Lorena —en francès François II de Lorraine— (Nancy, Regne de França, 27 de febrer de 1572 i - Badonviller, 14 d'octubre de 1632) ostentà el títol de comte de Vaudémont i molt breument també el de duc de Lorena i de Bar, el 1625.
El seu pare, el duc Carles III de Lorena, el va nomenar lloctinent general dels estats ducals durant els seus viatges a França, el 1594, any en què se signà la pau que li va permetre esdevenir governador i lloctinent general del rei a les poblacions de Toul i de Verdun. Així mateix, el 1606 ell també va viatjar en missions diplomàtiques a Anglaterra en nom del seu pare.
Barallat amb el seu germà Enric II de Lorena, el 1621 es va unir a l'emperador en la seva lluita amb els protestants alemanys. Però en morir  Enric II el 31 de juliol de 1624, sense tenir fills mascles, es va obrir una disputa per la titularitat del ducat. Inicialment es designà com a successora la seva filla Nicolaua de Lorena casada amb el fill de Francesc II,  Carles IV, essent aquest qui en realitat havia d'exercir com a duc de Lorena.
Francesc va fer tots els possibles perquè el seu fill Carles pogués obtenir el títol de duc. Així, el novembre de 1625, va reclamar el ducat basant-se en el dret successori de la línia masculina. Els Estats Generals van accedir a convertir-lo en duc el 21 de novembre de 1625. Ell va aprofitar l'oportunitat per a pagar els seus deutes amb les finances ducals i cinc dies després va abdicar en favor del seu fill, que va esdevenir el duc Carles IV i es va separar de la seva dona.
A partir d'aleshores, Francesc es va dedicar a la gestió dels seus comtats de Vaudémont i de Salm, aquest darrer obtingut en funció del seu matrimoni. Va protegir el compositor Nicolas Signac, que li dedicà un recull de composicions publicat el 1630.

## Família
Era el tercer fill del duc Carles III (1543 - 1608) i de Clàudia de França (1547 - 1575). Després d'haver intentat, sense èxit, casar-se amb Maria de Mèdici, el 1597 es va casar amb la comtessa Cristina de Salm (1575 - 1627), filla de Pau de Salm (1540 - 1584) i de Maria Venneur (1550 - 1600). Fruit d'aquest matrimoni nasqueren:
- Enric (1602 - 1611), marquès de Hattonchâtel.
- Carles IV (1604 - 1675), duc de Lorena i de Bar, casat primer amb la seva cosina Nicolaua de Lorena, i després amb Beatriu de Cusance.
- Enriqueta (1605 - 1660), casada primer amb Lluís de Guisa, després amb Carles Guasco, marquès de Sallerio, i finalment amb Francesc Grimaldi.
- Nicolau II (1609 - 1670), primer cardenal, i després duc de Lorena i de Bar, casat amb la seva cosina Clàudia de Lorena (1612 - 1648).
- Margarida (1615 - 1672), casada amb Gastó de França, duc d'Orleans (1608 - 1660).
- Cristina (1621 - 1622)